# 威廉·詹宁斯·布莱恩
威廉·詹宁斯·布莱恩（英語：William Jennings Bryan，1860年3月19日—1925年7月26日）是一名美國律師、演說家和政治人物。1896年起，他成為民主黨的主導力量，在1896年、1900年和1908年的選舉中三次作為該黨提名的美國總統候選人參加競選。他於1891年至1895年在眾議院任職，並在伍德羅·威爾遜手下擔任國務卿。由於他相信普通人的智慧，布萊恩經常被稱為「偉大的平民」，也由於他的修辭能力和作為最年輕的總統候選人的早期名聲，被稱為「少年演說家」。
布萊恩在伊利諾州出生和長大，在1880年代搬到內布拉斯加州。他在1890年選舉中贏得眾議院的選舉，連任兩屆，並在1894年競選參議院，但未獲成功。在1896年民主黨全國大會上，布萊恩發表了他的「黃金十字架」演講，抨擊金本位制和東部的金錢利益集團，討伐圍繞擴大銀幣鑄造的通貨膨脹政策。在對現任總統格羅弗·克里夫蘭及其保守的波旁民主黨人的否定中，民主黨大會提名布萊恩為總統候選人，使布萊恩成為美國歷史上最年輕的主要政黨總統提名人。隨後，布萊恩也被左翼的人民黨提名為總統候選人，許多人民黨人最終跟隨布萊恩加入了民主黨。在競爭激烈的1896年總統選舉中，共和黨提名的威廉·麥金利勝利當選。36歲的布萊恩仍然是美國歷史上獲得總統選舉人票的最年輕的人。布萊恩作為演說家獲得了聲譽，他發明全國巡迴演講的概念，1896年在27個州達到500萬名觀眾。
布萊恩保留了對民主黨的控制權，並在1900年再次贏得總統提名。美西戰爭後，布萊恩成為美帝國主義的激烈反對者，他的競選活動大多以該問題為中心。在選舉中，麥金利再次擊敗了布萊恩，並贏得布萊恩在1896年贏得的幾個西部州。1900年選舉後，布萊恩在黨內的影響力減弱，民主黨在1904年總統選舉中提名保守派的奧爾頓·B·帕克。在帕克被西奥多·罗斯福徹底擊敗後，布萊恩在黨內重新獲得地位，兩黨的選民都越來越接受布萊恩長期倡導的一些進步性改革。布萊恩在1908年總統選舉中贏得本黨的提名，但他被羅斯福選定的繼任者威廉·霍华德·塔夫脱打敗。布萊恩與亨利·克萊是兩個從未贏得過總統選舉的人之一，儘管他在第十二修正案批准後舉行的三次獨立的總統選舉中獲得了選舉人票。
民主黨在1912年選舉中贏得總統職位後，伍德羅·威爾遜以國務卿這一重要的內閣職位來回報布萊恩的支持。布萊恩幫助威爾遜在國會通過幾項進步的改革。1915年，他認為威爾遜對德國過於嚴厲，在威爾遜向德國發出抗議照會並隱含戰爭威脅以回應德國U型潛艇擊沉盧西塔尼亞號後，他最終辭職。離任後，布萊恩保留他在民主黨內的一些影響力，但越來越多地投身於禁酒令、宗教事務和反進化活動。他以宗教和人道主義的理由反對達爾文主義，在1925年的斯科普斯審判中最為著名，不久後便離世。布萊恩引起不同評論家的不同反應，但被歷史學家公認為是進步時代最有影響力的人物之一。

## 外部連結
- 美國國會國家人物傳記大辭典中的傳記
- 由華盛頓郵報維護的投票記錄
- 威廉·詹宁斯·布莱恩的作品  - 古騰堡計劃
- 互联网档案馆中威廉·詹宁斯·布莱恩的作品或与之相关的作品
- 來自威廉·詹宁斯·布莱恩的LibriVox公共領域有聲讀物
- Luke Schleif: Bryan, William Jennings （页面存档备份，存于）, in: 1914–1918 online. International Encyclopedia of the First World War （页面存档备份，存于）.
- William Jennings Bryan cylinder recordings （页面存档备份，存于）, from the Cylinder Preservation and Digitization Project at the University of California, Santa Barbara Library.
- "The Deity of Christ" – paper by Bryan on the subject
- William Jennings Bryan Recognition Project (WJBP) （页面存档备份，存于）
- "William Jennings Bryan, Presidential Contender" （页面存档备份，存于） from C-SPAN's The Contenders

| 美国众议院                  | 美国众议院                                            | 美国众议院                  |
| --------------------------- | ----------------------------------------------------- | --------------------------- |
| 前任者： 威廉·詹姆斯·康奈爾 | 美國眾議院議員 來自內布拉斯加州第1選區 1891年－1895年 | 繼任者： 傑西·伯爾·斯特羅德 |
| 政党职务                    |                                                       |                             |
| 前任者： 格羅弗·克里夫蘭    | 美國總統民主黨提名人 1896年、1900年                   | 繼任者： 奧爾頓·B·帕克      |
| 前任者： 詹姆斯·B·韦弗      | 美國總統人民黨提名人 1896年                           | 繼任者： 沃頓·巴克          |
| 前任者： 奧爾頓·B·帕克      | 美國總統民主黨提名人 1908年                           | 繼任者： 伍德羅·威爾遜      |
| 官衔                        |                                                       |                             |
| 前任者： 菲蘭德·C·諾克斯    | 美國國務卿 1913年－1915年                             | 繼任者： 羅伯特·藍辛        |

[[Category:布莱恩家族]|W]]